# Raukkajärvi (Gällivare socken, Lappland, 746815-172236)
Raukkajärvi är en sjö i Gällivare kommun i Lappland och ingår i Kalixälvens huvudavrinningsområde. Sjön har en area på 0,0507 kvadratkilometer och ligger 494,5 meter över havet.

## Delavrinningsområde
Raukkajärvi ingår i det delavrinningsområde (746828-172119) som SMHI kallar för Namn saknas. Medelhöjden är 466 meter över havet och ytan är 4,88 kvadratkilometer. Räknas de 2 avrinningsområdena uppströms in blir den ackumulerade arean 11,38 kvadratkilometer. Nietsajoki som avvattnar avrinningsområdet har biflödesordning 3, vilket innebär att vattnet flödar genom totalt 3 vattendrag innan det når havet efter 225 kilometer. Avrinningsområdet består mestadels av skog (94 procent). Avrinningsområdet har 0,14 kvadratkilometer vattenytor vilket ger det en sjöprocent på 2,8 procent.